# Markus Osterwalder
Markus Osterwalder (* 6. Juli 1947 in Schlieren, Kanton Zürich) ist ein Kinderbuchautor und war zuvor als Herausgeber, Grafiker, Layouter und künstlerischer Leiter eines Kinderbuchverlages tätig.

## Leben und Wirken
Markus Osterwalder begann seine Karriere als Grafiker bei einem Pariser Schulbuchverlag und arbeitete für die Zeitschrift Akut in Hamburg. Später war er Layouter beim ZEITmagazin. Er war langjähriger künstlerischer Leiter im französischen Kinderbuchverlag L’école des loisirs. Außerdem ist er als Autor tätig. Besonders bekannt ist er durch seine Kinderbuchreihe Bobo Siebenschläfer, eine Reihe von Gutenachtgeschichten, bei der der kleine Bobo am Ende immer einschläft. Außerdem ist Markus Osterwalder Herausgeber des Illustratoren-Nachschlagewerkes Dictionnaire des Illustrateurs 1800–1914.
Markus Osterwalder lebt und arbeitet in Arcueil bei Paris.

## Werke (Auswahl)
Mit neuen Illustrationen von Dorothée Böhlke
- Fröhliche Weihnachten, Bobo Siebenschläfer! Rowohlt, Reinbek bei Hamburg 2016, ISBN 978-3-499-21762-3.
- Bobo Siebenschläfer: Viel Spaß im Kindergarten! Rowohlt, Reinbek bei Hamburg 2017, ISBN 978-3-499-21763-0.
- Bobo Siebenschläfer bekommt ein Geschwisterchen. Rowohlt, Reinbek bei Hamburg 2017, ISBN 978-3-499-21779-1.
- Bobo Siebenschläfer. Ist doch gar nicht schlimm! Rowohlt, Reinbek bei Hamburg 2018, ISBN 978-3-499-21804-0.
- Bobo Siebenschläfer. Draußen ist es schön! Rowohlt, Reinbek bei Hamburg 2019, ISBN 978-3-499-21835-4.
- Bobo Siebenschläfer. Drinnen ist was los! Rowohlt, Reinbek bei Hamburg 2019, ISBN 978-3-499-00082-9.
- Bobo Siebenschläfer. Mit Bobo Siebenschläfer durch das Jahr Rowohlt, Hamburg 2020, ISBN 978-3-499-00491-9.
- Bobo Siebenschläfer. Zusammen sind wir stark! Rowohlt, Hamburg 2021, ISBN 978-3-499-00405-6.
- Bobo Siebenschläfer. Hurra, es schneit! Rowohlt, Hamburg 2021, ISBN 978-3-499-00719-4.
- Bobo Siebenschläfer. Viel Spaß bei Oma und Opa! Rowohlt, Hamburg 2022, ISBN 978-3-499-00902-0.

Klassiker
- Bobo Siebenschläfer. Rowohlt, Reinbek bei Hamburg 2004, ISBN 3-499-21204-8.
- Bobo Siebenschläfer ist wieder da. Rowohlt, Reinbek bei Hamburg 2003, ISBN 3-499-21245-5.
- Bobo Siebenschläfer macht munter weiter. Rowohlt, Reinbek bei Hamburg 2002, ISBN 3-499-21222-6.
- Bobo Siebenschläfer wird nicht müde. Rowohlt, Reinbek bei Hamburg 2012, ISBN 978-3-499-21649-7.

Bücher zur TV-Serie
- Bobo Siebenschläfers neueste Abenteuer. Rowohlt, Reinbek bei Hamburg 2014, ISBN 978-3-499-21706-7.
- Bobo Siebenschläfers allerneueste Abenteuer. Rowohlt, Reinbek bei Hamburg 2015, ISBN 978-3-499-21708-1.
- Immer fröhlich mit Bobo Siebenschläfer. Rowohlt, Reinbek bei Hamburg 2015, ISBN 978-3-499-21722-7.
- Bobo Siebenschläfer. Großer Sommerspaß (Sammelband). Rowohlt, Reinbek bei Hamburg 2018, ISBN 978-3-499-21808-8.

Pappbilderbücher
- Bobo am Meer. Rowohlt, Reinbek bei Hamburg 2010, ISBN 978-3-499-21566-7.
- Bobo auf dem Bauernhof. Rowohlt, Reinbek bei Hamburg 2010, ISBN 978-3-499-21567-4.
- Bobo im Zirkus. Rowohlt, Reinbek bei Hamburg 2010, ISBN 978-3-499-21568-1.
- Bobos Weihnachten. Rowohlt, Reinbek bei Hamburg 2010, ISBN 978-3-499-21584-1.

Pappbilderbücher mit neuen Illustrationen von Dorothée Böhlke
- Bobo auf dem Spielplatz. Rowohlt, Reinbek bei Hamburg 2018, ISBN 978-3-499-21836-1.
- Bobo im Zoo. Rowohlt, Reinbek bei Hamburg 2018, ISBN 978-3-499-21837-8.
- Bobo bei Oma und Opa. Rowohlt, Reinbek bei Hamburg 2018, ISBN 978-3-499-21839-2.
- Bobo geht einkaufen. Rowohlt, Reinbek bei Hamburg 2018, ISBN 978-3-499-21838-5.
- Bobo am Meer. Rowohlt, Hamburg 2019, ISBN 978-3-499-21470-7.
- Bobo feiert Weihnachten. Rowohlt, Hamburg 2019, ISBN 978-3-499-00132-1.
- Bobo in den Bergen. Rowohlt, Hamburg 2020, ISBN 978-3-499-00316-5.